# Lijst van ministers van Binnenlandse Relaties in de Franse Gemeenschap
Dit is een lijst van ministers van Binnenlandse Relaties in de Franse Gemeenschapsregering.

## Lijst
| Nr. | Minister | Minister                   | Partij | Partij | Begin             | Einde        | Regering(en) | Bevoegdheid              |
| --- | -------- | -------------------------- | ------ | ------ | ----------------- | ------------ | ------------ | ------------------------ |
| 1   |          | Pierre-Yves Jeholet (1968) |        | MR     | 17 september 2019 | 16 juli 2024 | Jeholet      | Intra-Belgische relaties |